# Rose Hill (attrice)
Rose Lilian Hill (Londra, 5 giugno 1914 – Londra, 22 dicembre 2003) è stata un'attrice e soprano britannica.

## Biografia
Nata a Londra nel 1914, studiò alla Guildhall School of Music and Drama grazie a una borsa di studio. Nel 1939 si unì alla Sadler's Wells Opera, specializzandosi in ruoli da soubrette o soprano lirico, come Despina in Così fan tutte. Cantò come Barbarina ne Le nozze di Figaro al Festival di Glyndebourne nel 1939 e nel 1948 fu Lucy nella prima assoluta de L'opera del mendicante di Benjamin Britten.
A partire dagli anni cinquanta fu attiva soprattutto sul piccolo schermo e a teatro, come membro della Royal Shakespeare Company. Tra le sue apparizioni teatrali più celebri si annoverano quella in The Life and Adventures of Nicholas Nickleby all'Aldwych Theatre nel 1980 e a Broadway nel 1981. Tuttavia è nota soprattutto per il ruolo di Madame Fanny La Fan nella sitcom ''Allo 'Allo! tra il 1982 e il 1993.
Morì nel quartiere londinese di Northwood nel 2003 all'età di  89 anni.

## Filmografia parziale

### Cinema
- Lassù qualcuno mi attende (Heavens Above!), regia di John e Roy Boulting (1963)
- Uno sparo nel buio (A Shot in the Dark), regia di Blake Edwards (1964)
- Ogni uomo dovrebbe averne due (Every Home Should Have One), regia di Jim Clark (1970)

### Televisione
- 'Allo 'Allo! - serie TV, 78 episodi (1982-1992)